# Montaigut-sur-Save

Montaigut-sur-Save este o comună în departamentul Haute-Garonne din sudul Franței. În 2009 avea o populație de 1.559 de locuitori.

## Evoluția populației
| An        | 1975 | 1982 | 1990 | 1999  | 2006  | 2009  |
| --------- | ---- | ---- | ---- | ----- | ----- | ----- |
| Populație | 589  | 724  | 972  | 1.201 | 1.513 | 1.559 |